# 郑攻许之战
郑攻许之战發生於春秋时期，郑国与许国的一系列戰爭。
郑国从春秋初年自关中迁到河南，向四方扩展领地，对郑国南邻的许国展开兼并战争。许国经常被郑国击败，但由于诸侯之间的矛盾特别是晋楚争霸的进行，许国经常重新复兴。在楚国郢都被吴国攻克期间，许国为郑国所灭。在楚国扶植下，许国复国。战国初期，许君被楚国废黜，许国彻底灭亡。

## 过程
1
前712年夏，鄭莊公與魯隱公在郲會面計劃攻打許國。秋，鄭莊公、魯隱公與齊僖公等率領三國軍隊進攻許國，三國聯軍於7月13日兵臨許國。公孙阏（子都）和颍考叔因为争夺兵车结怨，这时，颍考叔拿着郑庄公的旗帜“蝥弧”争先登上城墙，子都从下面用箭射他，颍考叔摔下来死了。7月15日，三國聯軍攻入許都，許莊公逃亡衛國，在鄭莊公的主持下，立許桓公為許國國君，並將許國東部予給許叔，而許國西部則由公孫獲打理。前697年，郑国政变，郑厉公逃亡到蔡国。六月二十二日，郑昭公回到郑国。许穆公回到许国都城。鲁桓公和齐襄公为了谋划安定许国，在艾地会见，郑国重新复国。
2
前665年夏，郑国侵入许国。凡是出兵，有钟鼓之声叫做“伐”，没有叫做“侵”，轻装部队快速突击叫做“袭”。
3
前627年冬，晋国、陈国、郑国进攻许国，惩罚许国倒向楚国。楚国令尹子上攻打陈国、蔡国。陈国、蔡国和楚国讲和，又进攻郑国。晋国的阳处父率军侵入蔡国，楚国子上前去救援，爆发泜水之战。
4
前588年夏，许国依仗楚国而不事奉郑国，郑国的子良进攻许国。十一月再次伐许。
5
前587年十一月，郑国的公孙申带兵去划定所得许国土田的疆界。许国在展陂将其击败。郑襄公进攻许国，占领了鉏任、冷敦的土田。晋国栾书作为中军将，荀首作为中军佐，士燮为上军佐率领大军救援许国，进攻郑国，占领了汜地、祭地。楚国子反救援郑国，郑襄公和许灵公在子反那里争论是非，皇戌代表郑襄公发言。
6
前582年秋，郑成公去到晋国，晋国为了惩罚他倾向楚国，在铜鞮将他抓获。栾书率兵进攻郑国，郑国人派遣伯蠲求和，晋国杀死了伯蠲。楚国的子重入侵陈国以救郑国。郑国为了向晋国表示他们并不急于救出郑成公，于是包围许国，公孙申计划：“出兵包围许国，假装另立国君，而暂时不派使者去晋国，晋国必然放国君回来。”次年五月十一日，郑成公回国。
7
前577年八月，郑国的子罕进攻许国，战败。八月二十三日，郑成公再次进攻许国。八月二十五日，进入许国的外城。许国人把叔申的封地交还郑国以此与郑国讲和。前576年，许灵公害怕郑国逼迫，请求迁到楚国。十一月初三日，楚国公子申把许国迁到叶地。
8
前557年，许灵公向晋国请求迁都。诸侯就让许国迁移，许国的大夫不同意，晋国让各国诸侯回国而单独出兵进攻许国。郑国的子听到将要进攻许国，就辅佐郑简公跟从诸侯的军队。郑简公会同晋国荀偃、鲁国叔老、卫国宁殖、宋国征伐许国。六月，军队驻扎在棫林。初九日，攻进许国，驻扎在函氏。和楚国湛坂之战后，再次进攻许国然后回国。前547年，许灵公去到楚国，请求进攻郑国，说：“不发兵，我就不回去了。”八月，许灵公死在楚国。十月，楚康王于是攻打郑国。楚国渡过汜水回国，然后安葬许灵公。前533年二月，楚国的公子弃疾把许国迁到夷地，其实就是城父。再增加州来、淮北的土田给许国，由伍举把土田授给许悼公。前524年冬，楚平王派王子胜把许国迁移到析地，就是原来的白羽。前506年，许国迁到容城。
9
前504年春，由于柏举之战楚国战败，不能救援，郑国游速率军俘虏许男斯，灭亡了许国。